# Windows Server 2003
Microsoft Windows Server 2003 (енгл. Microsoft Windows Server 2003) је серверски оперативни систем који је направила компанија Мајкрософт и објавила 24. априла 2003. године.

## Својства
Windows Server 2003 је наследник претходног Мајкрософтовог оперативног система Windows 2000 сервер. Windows 2003 је компатибилан са претходном верзијом. Он такође укључује многобројне могућности и дизајн оперативног система Windows XP.
За разлику од Windows Serverа 2000, стандардна инсталација Windows Serverа 2003 нема ништа од серверских компоненти. То омогућава смањење подручја за нападе новоинсталираних машина. Сервер 2003 је омогућио лакши прелазак са Windows NT 4.0 и лакше укључивање Windows XP у домен Windows Serverа 2003.
Једно од главних побољшања у Windows Serverу 2003 је веб сервер (Internet Information Services - IIS) који је скоро у потпуности написан изнова, ради повећања перформанси и безбедности. Побољшања су и у сегменту ДФС (дистрибуирани систем датотека), који сада подржава више ДФС корена на једном серверу. Побољшања су и у области терминал сервера, принт сервера, активног директоријума и другим областима. Такође, Windows Server 2003 је први оперативни систем који је Мајкросфт објавио након прихватања иницијативе о поузданом рачунарству. Као разултат тога, Windows Server 2003 садржи низ промена у подразумеваним безбедносним подешавањима и у безбедносној пракси.
Током развоја име новог система је мењано неколико пута. По првом објављивању 2000. године имао је име "Whistler Server" (сервер звиждач). Кратко време је био познат под именом "Windows Server 2002", а затим је преименован у "Windows . НЕТ сервер". Како Мајкрософт није успео да јасно објасни шта тачно поразумева . НЕТ, одустало се од тог наставка и прихваћено је име "Windows Server 2003".

## Нове могућности
- побољшани веб сервер (Internet Information Services - IIS) у верзији 6.0
- већа сигурност - већина серверских сервиса је искључена по основној инсталацији
- унапређен Активни директоријум (Active Directory)
- унапређења за групне полисе (Group Policy) и њихову администрацију
- унапређен бекап
- унапређено скриптирање и командно-линијски алати

## Верзије
Windows Server 2003 постоји у различитим издањима и свако је намењено специфичном кругу корисника односно фирми. Свако издање подржава систем дељења датотека (Distributed File System), имејл сервисе, аутентификацијске и ЛДАП сервисе итд.
- Веб издање - намењена веб апликацијама и веб сервисима (Web)
- Стандардно издање - намењен за мала и средња предузећа (Standard)
- Ентерпрајз издање - намењено за средње и велике компаније - (Enterprise)
- Датацентар издање - намењено за кориснике који захтевају врхунску сигурност и поузданост (Datacenter)

Поред ових стандардних, постоје и два посебна издања:
- Кластерско издање - намењено за контролу кластера врхунских могућности (Windows Compute Cluster Server - CCS)
- Сториџ издање - намењено за контролу мрежних дискова и мреже дискова (Windows Storage Server)

## 
Унапређена верзија сервера 2003 је објављена под именом Windows Server 2003 Release 2, тј. Windows Server 2003, друго издање. Оваквим именовањем Мајкрософт је направио разлику између безбедносних закрпа (сервис пек) и нових могућности. Друго издање је објављено 6. децембра 2005. године.
Друго издање је донело побољшања у следећим категоријама:
- управљање серверима у удаљеним канцеларијама (филијалама) - централно управљање дељеним подацима и штампачима, диференцијална репликација и др.
- управљање идентитетима и правима приступа
- управљање дељеним дисковима
- виртуализација

## Подршка
Дана 13. јула 2010. године, Windows Server 2003 у свим издањима оперативних система су премештени из главне фазе подршке у фазу продужене подршке. Током ове фазе подршке, Мајкрософт је наставио да пружа безбедносне закрпе за Windows 2003 сваког месеца. Међутим, бесплатна техничка подршка, гарантни захтеви и промене у дизајну се више нису нудили као услуга.
Дана 14. јула 2015. подршка за сва издања Windows Serverа 2003, укључујући безбедносне исправке и безбедносне закрпе, је прекинута.